# 4626 Plisetskaya
4626 Plisetskaya (1984 YU1) là một tiểu hành tinh vành đai chính được phát hiện ngày 23 tháng 12 năm 1984 bởi L. G. Karachkina ở Nauchnyj.